# Выборы в Европейский парламент на Мальте (2024)
Выборы в Европейский парламент на Мальте прошли 8 июня 2024 года одновременно с местными выборами. Они стали пятыми выборами мальтийской делегации в Европарламент. Избиралось 6 членов мальтийской делегации. Граждане ЕС в возрасте 16 лет и старше имели право голосовать, если они зарегистрировались для этого. Шесть политических партий участвовали в выборах, из которых только 2 получили места: Лейбористская партия и Националистическая партия, получившие по 3 места каждая. 

## Избирательная система
Депутаты Европарламента избираются по общенациональному шестимандатному округу по системе одного передаваемого голоса. Кандидаты, прошедшие квоту Хагенбаха-Бишоффа в 1-м туре, избираются, а все излишки голосов передаются оставшимся кандидатам, которые будут избраны, если это позволит им пройти квоту. Кандидаты с самым низким рейтингом затем выбывают один за другим, а их предпочтения передаются другим кандидатам, которые избираются по мере прохождения ими частного, пока все шесть мест не будут заполнены.

## Результаты
В мальтийских СМИ шли спекуляции на тему, одержит ли верх превосходящее большинство, которое Лейбористская партия имеет над Националистической партией, или нет. Окончательные отчеты показали, что Лейбористская партия снова выиграла выборы, однако за счёт своего большинства, сократившегося до 8500 голосов. 
|                                                                | Лейбористская партия                | 117 805 | 45,26  | 3 | -1    |
|                                                                | Националистическая партия           | 109 351 | 42,02  | 3 | +1    |
|                                                                | Арнольд Кассола                     | 12 706  | 4,88   | 0 | 0     |
|                                                                | Imperium Europa                     | 6 816   | 2,62   | 0 | 0     |
|                                                                | Конрад Борг Манше                   | 5 936   | 2,28   | 0 | новая |
|                                                                | Демократическая партия              | 5 276   | 2,03   | 0 | новая |
|                                                                | AD+PD                               | 3 109   | 1,19   | 0 | 0     |
|                                                                | ABBA                                | 527     | 0,20   | 0 | 0     |
|                                                                | Вольт Мальта                        | 298     | 0,11   | 0 | новая |
|                                                                | Независимые                         | 3 710   | 1,43   | 0 | 0     |
|                                                                | Действительные бюллетени            | 260 258 | 96,34  |   |       |
|                                                                | Недействительные/пустые бюллетени   | 9 884   | 3,66   |   |       |
|                                                                | Всего                               | 270 142 | 100,00 | 6 | ±0    |
|                                                                | Зарегистрированных избирателей/Явка | 370 184 | 72,98% |   |       |
| Источники: Избирательная комиссияElectoral Commission of Malta |                                     |         |        |   |       |